# Borough d'Ards and North Down
Le borough d’Ards and North Down (Ards and North Down Borough en anglais), officiellement appelé Ards and North Down, est un district de gouvernement local d’Irlande-du-Nord.
Créé en avril 2015 sous le nom de « district de North Down and Ards » et connu sous ce nom jusqu’en 2016, il succède aux districts d’Ards et de North Down.

## Géographie

### Situation administrative
Le district est situé dans le comté de Down.

### Territoires limitrophes
| Belfast Lough                   | Belfast Lough                                       | Mer d’Irlande |
| Cité de Belfast                 | borough d’Ards and North Down                       | Mer d’Irlande |
| Cité de Lisburn and Castlereagh | Strangford Lough District de Newry, Mourne and Down | Mer d’Irlande |

## Histoire
Un district de gouvernement local (local government district en anglais) regroupant ceux d’Ards et de North Down est proposé le 30 mai 2008 par le Local Government (Boundaries) Act (Northern Ireland) du 23 mai 2008. Il est formellement créé sous le nom de Down-du-Nord et d’Ards (North Down and Ards District) à compter du 1er avril 2015 par le Local Government (Boundaries) Order (Northern Ireland) du 30 novembre 2012.
Par délibération du conseil fantôme du district du 4 décembre 2014, le district de North Down and Ards souhaite faire relever la charte de la corporation du borough de North Down. Une résolution du conseil de district du 25 novembre 2015 relève officiellement la charte au sens des Local Government (Transitional, Incidental, Consequential and Supplemental Provisions) Regulations (Northern Ireland) du 9 mars 2015. Il devient donc, à compter du 15 janvier 2016, date de sa publication à la Belfast Gazette, le borough de North Down and Ards (North Down and Ards Borough).
À la demande du conseil de borough (application), le borough de North Down and Ards devient le borough d’Ards and North Down par un décret du département de l’Environnement du 18 janvier 2016 avec effet au 24 février suivant.

## Administration

### Conseil
L’Ards and North Down Borough Council, littéralement, le « conseil du borough d’Ards and North Down », est l’assemblée délibérante du borough d’Ards and North Down, composée de 40 membres (depuis 2015), appelés les conseillers (councillors).
Un maire (mayor) et un vice-maire (deputy mayor) sont élus parmi les conseillers à l’occasion de chaque réunion générale annuelle du conseil de la cité.

### Circonscriptions électorales
Le district de gouvernement local est divisé en autant de sections électorales (wards en anglais) que de conseillers. Celles-ci sont distribuées par zone électorale de district (district electoral area).
| Zone                           | Depuis 2015                                                                    |
| ------------------------------ | ------------------------------------------------------------------------------ |
| Première zone et ses sections  | Ards Peninsula (6 sièges)                                                      |
| Première zone et ses sections  | - Ballywalter - Carrowdore - Kircubbin - Loughries - Portaferry - Portavogie   |
| Deuxième zone et ses sections  | Bangor Central (6 sièges)                                                      |
| Deuxième zone et ses sections  | - Ballygrainey - Ballyholme - Bloomfield - Broadway - Castle - Harbour         |
| Troisième zone et ses sections | Bangor East and Donaghadee (6 sièges)                                          |
| Troisième zone et ses sections | - Ballycrochan - Ballymagee - Donaghadee - Groomsport - Silverbirch - Warren   |
| Quatrième zone et ses sections | Bangor West (5 sièges)                                                         |
| Quatrième zone et ses sections | - Bryansburn - Kilcooley - Rathgael - Rathmore - Silverstream                  |
| Cinquième zone et ses sections | Comber (5 sièges)                                                              |
| Cinquième zone et ses sections | - Ballygowan - Comber North - Comber South - Comber West - Killinchy           |
| Sixième zone et ses sections   | Holywood and Clandeboye (5 sièges)                                             |
| Sixième zone et ses sections   | - Clandeboye - Cultra - Helen’s Bay - Holywood - Loughview                     |
| Septième zone et ses sections  | Newtownards (7 sièges)                                                         |
| Septième zone et ses sections  | - Conway Square - Cronstown - Glen - Gregstown - Movilla - Scrabo - West Winds |

## Identité visuelle

Logotype (depuis avril 2015).